# Heavenly (groupe français)
Pour les articles homonymes, voir Heavenly.
Heavenly est un groupe de power metal français, originaire de Paris, en Île-de-France. Actuellement basé à Marseille, dans les Bouches-du-Rhône, Heavenly est formé en 1994 par le chanteur Benjamin « Ben » Sotto et le batteur Max Pilo, et évolue en un groupe de power metal très influencé par des groupes comme Helloween, Gamma Ray, Stratovarius, Angra et Rhapsody of Fire.

## Biographie

### Débuts (1994–1999)
Le groupe est formé en 1994 à Paris, par le chanteur Benjamin « Ben » Sotto et le batteur Max Pilo, initialement sous le nom de Satan's Lawyer. Il évolue ensuite en un groupe de power metal très influencé par des groupes comme Helloween, Gamma Ray, Stratovarius, Angra et Rhapsody of Fire. Après beaucoup d’efforts et de travail, Heavenly acquiert sa propre personnalité, son style et enregistre sa première démo trois titres en 1998, avec le guitariste Anthony Parker, dont ce fut la seule contribution puisqu'il quitte Heavenly avant que le groupe décroche un contrat.
Par la suite, Heavenly trouvera un guitariste en la personne de Chris Savourey, et complétera son line-up avec Laurent Jean à la basse. La démo est envoyée à plusieurs labels de musique. Noise Records décide de diffuser cette démo sur son site Internet pour le concours Be Your Own Label Boss. La réaction du public est immédiate et Heavenly sort vainqueur du concours. Noise Records offre un contrat au groupe en 1998.

### Coming From The Sky(2000)
En février 2000 s'effectuent les sessions d’enregistrement du premier album à Hanovre (Allemagne), aux Studio Horus Studio ainsi qu'au studio Powerhouse. Coming from the Sky produit par Piet Sielck (Iron Savior), sort en mai 2000. Le groupe invite sur ce disque Kai Hansen (Gamma Ray) et Piet Sielck au chant sur la chanson Time Machine. Bien qu'il ait été largement boudé par les médias, l'album se révèle être un succès auprès des fans de Metal; ce succès permet une apparition au Hard Rock Festival, au cours duquel le groupe reçoit un accueil exceptionnel.
Heavenly subit quelques changements de formation, avec l'arrivée d'un claviériste, Frédéric Leclercq, et le remplacement du bassiste Laurent Jean par Pierre-Emmanuel Pélisson, avant de faire la première partie du groupe Stratovarius pour leur Infinite Tour. Ils tournent en France, en Belgique, aux Pays-Bas, en Allemagne et en République tchèque. Chris Savourey quitte le groupe peu après, et Frédéric Leclerq prend sa place en tant que guitariste du groupe. Le 24 novembre 2000, le groupe donne le premier concert de sa carrière à la salle de La Pléiade, à Tours (France) en ouverture du groupe de metal progressif américain Symphony X.

### Sign of the Winner(2001–2002)

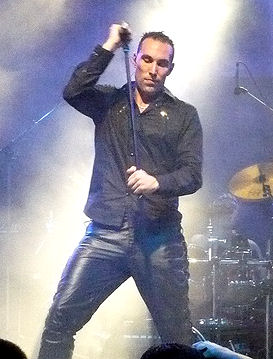
Ben Sotto sur scène.

Entre mars et juin 2001 s'effectuent les sessions d’enregistrement du deuxième album au Jailhouse Studio, à Horsen (Danemark), et à Paris (Heavenly studio). Sign of the Winner sort en septembre 2001. Il est produit par Tommy Hansen (Helloween, Pretty Maids) et par le groupe lui-même. Les français reçoivent un accueil très positif, aussi bien des fans que des médias. En décembre 2001, Heavenly fait la première partie de la tournée Mandrake du groupe Edguy pendant six semaines. La tournée Evaluations s'effectue en 26 concerts à travers toute l’Europe, dix pays (Allemagne, Suisse, Italie, France, Espagne, Royaume-Uni, Pays-Bas, Belgique, Suède et Finlande) devant plus de 30 000 fans tout au long de la tournée. À cette occasion, Charley Corbiaux rejoint Heavenly en tant que second guitariste, et reste depuis un membre permanent de la formation.
En février 2002, le groupe reçoit le trophée du meilleur groupe français de l’année 2001 lors des Trophées Hard Rock Magazine (soirée diffusée à la télévision). En août 2002, Heavenly joue au festival Wacken Open Air.

### Dust to Dust(2003–2005)
Entre mars et août 2003 se déroulent les sessions d’enregistrement du troisième album à Hanovre, Wolfsburg (Allemagne) et Hyères (France). Dust to Dust sort en janvier 2004. Il est produit par Ferdy Doernberg, Sascha Paeth (Angra, Rhapsody of fire) et Heavenly. Cet album assied la position de Heavenly dans les meilleurs groupes de metal français. Le 13 février 2004, le groupe donne son premier concert pour présenter l’album Dust to Dust à L’Underworld à Londres (Angleterre) dans une salle bondée (de nombreuses personnes sont restées devant la salle sans avoir de billet). Dust to Dust atteint la 71e place des classements finlandais, et la 135e place des classements français.
En novembre 2005, Avalon Marquee Records offre un contrat au groupe pour l’Asie. En août 2006, XIII Bis Records/Sony-BMG offrent un contrat au groupe pour la distribution en France.

### Virus(2006–2008)

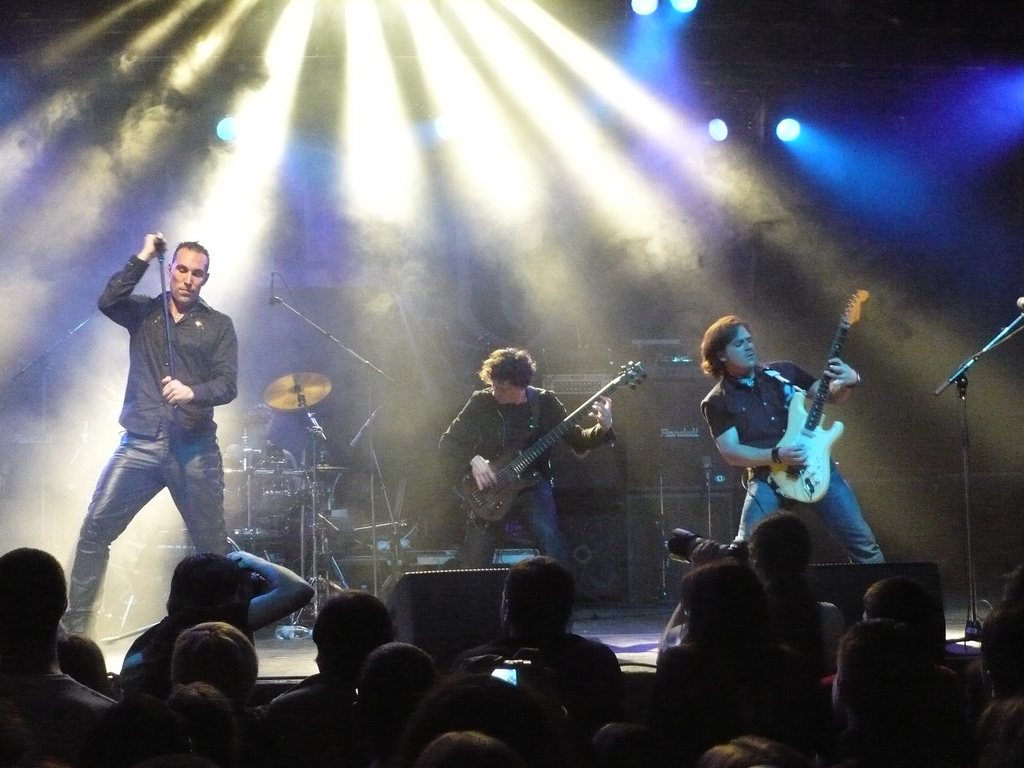
Heavenly sur scène à l'Élysée Montmartre (Paris), le 10 novembre 2008.

Entre février et juin 2006 s'effectuent les sessions d’enregistrement, de mixage et de mastering du quatrième album à Marseille, Hyères (France), Miami (États-Unis), Wolfsburg (Allemagne) et Helsinki (Finlande). Virus est publié en septembre, octobre et novembre 2006 selon le pays,,. Il est produit par Philip Colodetti et Heavenly pour Avalon Marquee Records. Cet album est légèrement différent des précédents, dans le fait qu'il incorpore moins de double grosse caisse et de percussions, et la gamme vocale et la tessiture de Ben Sotto y est plus étendue. Trois guest-stars se retrouvent sur cet album ; Tony Kakko du groupe Sonata Arctica dans Wasted Time et Tanja du groupe Lullacry dans ''When the Rain Begins to Fall ainsi que Kevin Codfert du groupe Adagio dans Bravery in the Field.
En mai 2007, le groupe est choisi pour passer en première partie de la tournée du groupe Scorpions aux Zéniths de Paris, Nantes, Rouen et Dijon. Malheureusement, à la suite d'un événement indépendant de la volonté du groupe[Lequel ?], Heavenly ne jouera qu'à Paris. Le 24 juin 2007, Heavenly participe au Hellfest Summer Open Air. En juillet 2007, le groupe est présent au festival Magic Circle - Bad Arolsen - en Allemagne, performance qui sera publié dans un DVD intitulé Magic Circle Festival Vol. I en 2008. La même année, Heavenly annonce sa participation à la première partie de Scorpions pendant leur passage en France.

### Carpe Diem(depuis 2009)
En décembre 2009, Heavenly revient avec l'album Carpe Diem. L’ensemble des compositions est signé Ben Sotto. Soutenu par un mur de guitares rageuses et des arrangements massifs, le speed metal mélodique prend ici une tournure particulièrement imposante. La voix et les chœurs de Ben Sotto sont peaufinés au maximum, la basse est clinquante et la batterie bien en place vient enrober les nombreux arrangements claviers/pianos.
Heavenly participe au festival de Carcassonne le 2 août 2012 en tant que première partie d'Alice Cooper. Heavenly participe au Paris Metal France Festival 5, le 13 janvier 2013.
En avril 2020, le groupe annonce sur sa page Facebook qu’il prépare un nouvel album. Après 8 ans d’absence, il offre une performance au 31e festival de Vouziers le 29 octobre 2022, dont la première de son nouveau titre « Be United, Be the One » (setlist).

## Membres

### Membres actuels
- Ben Sotto - chant, claviers (depuis 1994)[1]
- Olivier Lapauze - guitare (depuis 2004)[1]
- Pierre-Emmanuel Desfray - batterie (depuis 2009)[1]
- Frédéric Geai-Schmitt - basse (depuis 2011)[1]
- Nicolas Marco - claviers (depuis 2011)[1]

### Anciens membres
- Pierre-Emmanuel Pélisson - basse (2000-2004)[1]
- Maxence Pilo - batterie (1994-2004)[1]
- Anthony Parker - guitare (1998-1999)[1]
- Laurent Jean - basse (1999-2000)[1]
- Chris Savourey - guitare (1999-2001)[1]
- Frédéric Leclercq - guitare (2000-2004)[1]
- Charley Corbiaux - guitare, chœurs (2001-2010)[1]
- Matthieu Gervreau Plana - basse (2004-2011)[1]
- Thomas Das Neves - batterie (2004-2009)[1]

## Discographie

### Albums studio
- 2000 : Coming from the Sky
- 2001 : Sign of the Winner
- 2004 : Dust to Dust
- 2006 : Virus
- 2009 : Carpe Diem

### Démos
- 2000 : Million Ways
- 2000 : Riding trough Hell
- 2000 : Miracle

### Singles
- 2006 : Spill Blood on Fire
- 2009 : Lost In Your Eyes

### Vidéographie
- 2006 : Spill Blood on Fire
- 2009 : Lost in Your Eyes
- 2009 : Fullmoon
- 2009 : A Better Me

## Distinctions
- Meilleur groupe français 2001 (récompense ; Hard Rock Mag)[4]
- Meilleur groupe français 2001 (récompense ; Rock Hard France)[4]